# Sainte-Cécile-les-Vignes
Sainte-Cécile-les-Vignes is een gemeente in het Franse departement Vaucluse (regio Provence-Alpes-Côte d'Azur) en telt 2142 inwoners (2005). De plaats maakt sinds 1 januari 2017 deel uit van het arrondissement Carpentras.

## Geografie
De oppervlakte van Sainte-Cécile-les-Vignes bedraagt 19,9 km², de bevolkingsdichtheid is 107,6 inwoners per km².
De onderstaande kaart toont de ligging van Sainte-Cécile-les-Vignes met de belangrijkste infrastructuur en aangrenzende gemeenten.

## Demografie
Onderstaande figuur toont het verloop van het inwonertal (bron: INSEE-tellingen).